# 庫奧普環礁
庫奧普環礁是西太平洋島國密克羅尼西亞聯邦的環礁，屬於加羅林群島的一部分，位於楚克以南3公里，由4個島嶼組成，長21.5公里、寬8公里，土地面積0.5平方公里，潟湖積90.4平方公里，島上無人居住。

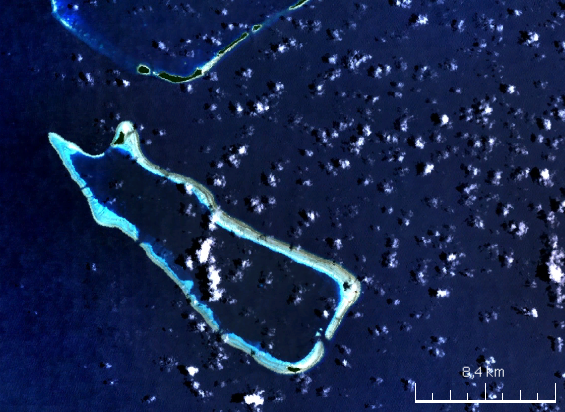
在太空看到的庫奧普環礁

7°03′32″N 151°55′09″E / 7.05889°N 151.91917°E